# Шевчук, Владимир Ильич
 Владимир Ильич Шевчук (25.04.1925 — 13.09.1991) — монтёр Ишимского эксплуатационно-технического узла связи Министерства связи СССР, Тюменская область. Герой Социалистического Труда (04.05.1971).

## Биография
Родился 25 апреля 1925 года на территории Уральской (ныне — Тюменской) области. Окончил неполную школу. Трудиться на различных предприятиях начал с 1940 года.
С 1947 года работал электромехаником и монтёром в Ишимском районном эксплуатационно-техническом узле связи (ЭТУС). Почти все годы он обслуживал один и тот же участок на междугородной магистрали Тюмень — Омск. За это время здесь прошла не одна реконструкция, в результате чего к концу 1960-х годов он стал отвечать за четыре цветные и две железные цепи связи, а также четыре телеграфных провода на железнодорожных опорах. Владимир Ильич содержал своё хозяйство в образцовом состоянии. В любую погоду строго по графику он обходил свой участок и устранял замеченные неисправности. Вместе с монтёром соседнего участка он спаренным методом производил все работы, связанные с текущим ремонтом линии, с помощью лебёдки они вдвоём заменяли и подгнившие опоры. Шевчук добился того, что с 1961 года на его участке совсем не было повреждений. По итогам семилетнего плана (1959—1965) награждён орденом «Знак Почёта».
Как опытнейшего монтёра, его нередко привлекали к работам по развитию средств связи области. Он участвовал в постройке автоматической телефонной станции (АТС) в Карасульском и Бутусовском совхозах, в реконструкции линии связи во многих колхозах и совхозах Сладковского, Сорокинского и Ишимского районов. Его направляли для оказания технической помощи предприятиям связи северных нефтегазодобывающих регионов.
Превосходно освоив свою специальность, он непрерывно оттачивал своё мастерство и на основе богатого трудового опыта подготовил и внедрил в производстве целую серию усовершенствований. В результате значительно превышал производственные планы, становился многократным победителем социалистического соревнования. Опыт его работы распространялся среди всех связистов Тюменской области. Талантливый наставник, подготовил на производстве более 20 молодых рабочих.
За выдающиеся успехи, достигнутые в выполнении заданий пятилетнего плана по развитию средств связи, телевидения и радиовещания, Указом Президиума Верховного Совета СССР от 4 мая 1971 года Шевчуку Владимиру Ильичу присвоено звание Героя Социалистического Труда с вручением ордена Ленина и золотой медали «Серп и Молот».
В 1972 году переехал из Ишима в город Тобольск Тюменской области, где до последнего дня жизни трудился по специальности в Тобольском ЭТУС, был начальником телефонной станции, заместителем начальника узла связи, диспетчером.
Скончался 13 сентября 1991 года. Похоронен в Тобольске.

## Награды
- Золотая медаль «Серп и Молот» (04.05.1971)
- Орден Ленина (04.05.1971).
- Орден Знак Почёта (18.07.1966)
- Медаль «В ознаменование 100-летия со дня рождения Владимира Ильича Ленина» (6 апреля 1970)
- Медаль «Ветеран труда»
- Медаль «За трудовую доблесть»
- медалями ВДНХ СССР:

## Память
- 8 мая в Ишиме состоялось открытие мемориальной доски Герою Социалистического Труда Владимиру Шевчуку[2].